# Diócesis de Huelva
La diócesis de Huelva (en latín: Dioecesis Onubensis) es una circunscripción eclesiástica de la Iglesia católica en España. Se trata de una diócesis latina, sufragánea de la archidiócesis de Sevilla. Desde el 15 de junio de 2020 su obispo es Santiago Gómez Sierra.

## Territorio y organización

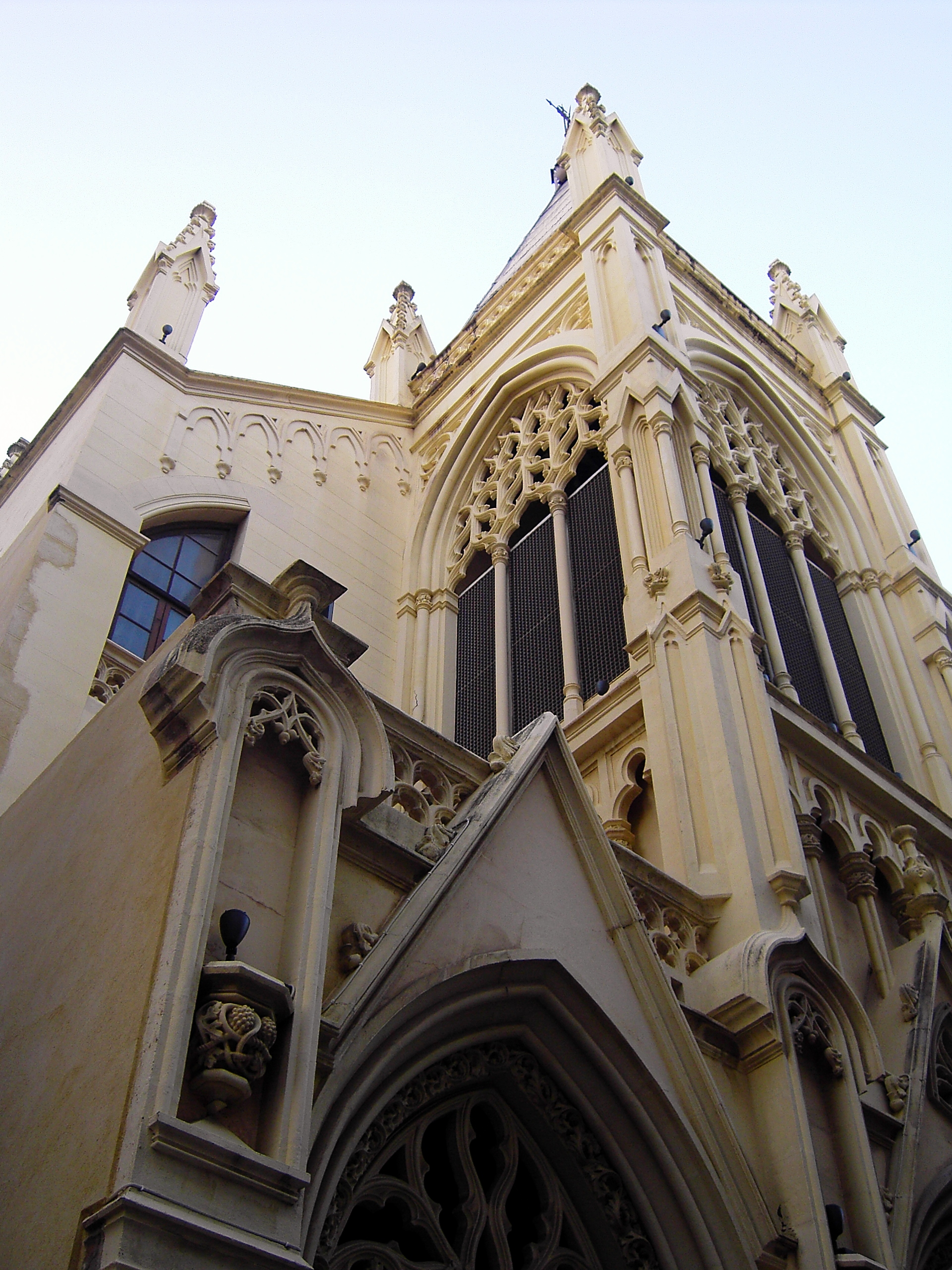
Iglesia de Nuestra Señora Estrella del Mar, en Huelva

La diócesis tiene 10 128 km² y extiende su jurisdicción sobre los fieles católicos de rito latino residentes en la provincia de Huelva de la comunidad autónoma de Andalucía.
La sede de la diócesis se encuentra en la ciudad de Huelva, en donde se halla la Catedral de Nuestra Señora de la Merced. De la arquitectura religiosa de la diócesis destaca el monasterio de Santa María de la Rábida y la iglesia parroquial de San Jorge de Palos de la Frontera, donde Cristóbal Colón y la tripulación descubridora hicieron oración antes de embarcar hacia el Nuevo Mundo, así mismo en el citado cenobio franciscano de La Rábida se encuentra la imagen de la Virgen de los Milagros, imagen del siglo XIII - XIV, que fue coronada por San Juan Pablo II, siendo la única imagen de la Virgen María coronada por un Papa en España; el Monasterio de Santa Clara de Moguer, en cuya iglesia realizaron el Voto colombino a su regreso, actualmente es sede del museo diocesano; del siglo XV datan las imágenes de Nuestra Señora del Rocío y Nuestra Señora de la Bella, cuyos santuarios en El Rocío (Almonte) y El Terrón (Lepe), respectivamente, constituyen unos de los centros de peregrinaciones más importantes de Andalucía.
En 2021 en la diócesis existían 173 parroquias agrupadas en 9 arciprestazgos, y estos en 5 zonas pastorales. La diócesis de Huelva se reorganizó en abril de 2021, en las siguientes vicarias territoriales:

### Vicaría episcopal de Huelva-Ciudad
El vicario tiene sede en la Catedral de Nuestra Señora de la Merced. Está formada por los arciprestazgos Huelva-Odiel y Huelva-Tinto:
- Arciprestazgo Huelva-Odiel (13 parroquias): la sede se encuentra en la Catedral de Huelva y está constituido por las parroquias:

- - Iglesia de Beata Eusebia Palomino (Huelva).
  - Iglesia de Cristo Sacerdote (Huelva).
  - Iglesia de Nuestra Señora de Belén (Huelva).
  - Iglesia de Nuestra Señora de Fátima (La Ribera - Huelva).
  - Catedral de Nuestra Señora de la Merced (Huelva).
  - Iglesia de Nuestra Señora de los Dolores (Huelva).
  - Iglesia de Nuestra Señora del Carmen (Huelva).
  - Iglesia de Nuestra Señora del Pilar (Huelva).
  - Parroquia de la Purísima Concepción (Huelva).
  - Iglesia de la Sagrada Familia (Huelva).
  - Iglesia de San Juan de Ávila (Huelva).
  - Iglesia de Santa Teresa de Jesús (Huelva).
  - Iglesia de Santiago Apóstol (Huelva).

- Arciprestazgo Huelva-Tinto (13 parroquias): la sede se encuentra en la Catedral de Huelva y está constituido por las parroquias:

- - Parroquia Mayor de San Pedro de Huelva.
  - Iglesia de Nuestra Señora del Rocío (Huelva).
  - Iglesia de Nuestra Señora Estrella del Mar (Huelva).
  - Iglesia de los Santos Cirilo y Metodio (Huelva).
  - Parroquia del Sagrado Corazón de Jesús (Huelva).
  - Iglesia de San Francisco de Asís (Huelva).
  - Iglesia de San José Obrero (Huelva).
  - Iglesia de San Leandro (Huelva).
  - Iglesia de San Pablo Apóstol (Huelva).
  - Iglesia de San Rafael Arcángel (Huelva).
  - Iglesia de San Sebastián (Huelva).
  - Iglesia de Santa María Madre de la Iglesia (Huelva).
  - Iglesia de los Santos Mártires Walabonso y María (Huelva).

### Vicaría episcopal Condado
El vicario tiene sede en la Iglesia de Nuestra Señora de la Asunción (Almonte). Está formada por los arciprestazgos Condado Occidental y Condado Oriental:
- Arciprestazgo Condado Occidental (16 parroquias): la  parroquia Nuestra Señora de la Granada (Moguer) es sede del arciprestazgo, estando compuesto por las parroquias:

- - Iglesia de Asunción de Nuestra Señora (Bonares).
  - Iglesia de Nuestra Señora de la Granada (Moguer).
  - Iglesia de Santa María de la Granada (Niebla).
  - Iglesia de Nuestra Señora de la Salud (Fuente de la Corcha - Beas).
  - Iglesia de Nuestra Señora del Carmen (Mazagón - Palos de la Frontera).
  - Iglesia de Nuestra Señora del Rosario (El Manzanito - Niebla).
  - Iglesia de San Antonio Abad (Trigueros).
  - Iglesia de San Antonio de Padua (La Peñuela - Niebla).
  - Iglesia de San Bartolomé Apóstol (Beas).
  - Iglesia de San Jorge (Palos de la Frontera).
  - Iglesia de San José (Candón) - Beas.
  - Parroquia Matriz de San Juan Bautista (Gibraleón).
  - Iglesia de San Juan Bautista (San Juan del Puerto).
  - Iglesia de San Vicente Mártir (Lucena del Puerto).
  - Iglesia de Santa María de la Rábida (La Rábida) - Palos de la Frontera.
  - Iglesia de Santiago Apóstol (Gibraleón).

- Arciprestazgo Condado Oriental (14 parroquias): la parroquia Nuestra Señora de la Asunción (Almonte) es sede del arciprestazgo, estando compuesto por las parroquias:

- - Iglesia del Divino Salvador (Escacena del Campo).
  - Iglesia de María Auxiliadora (Bollullos Par del Condado).
  - Iglesia de Nuestra Señora de Fátima (Los Cabezudos -Almonte).
  - Iglesia de Nuestra Señora de la Asunción (Almonte).
  - Iglesia de Nuestra Señora de la Estrella (Chucena).
  - Iglesia de Nuestra Señora de la Purificación (Manzanilla).
  - Iglesia de San Bartolomé (Paterna del Campo).
  - Iglesia de San Bartolomé (Rociana del Condado).
  - Iglesia de San Bartolomé (Villalba del Alcor).
  - Iglesia de San Francisco de Asís (Matalascañas - Almonte).
  - Iglesia de San Juan Bautista (La Palma del Condado)
  - Iglesia de San Vicente Mártir (Villarrasa).
  - Iglesia de Santiago Apóstol (Bollullos Par del Condado).
  - Iglesia de Santiago el Mayor (Hinojos)

### Vicaría episcopal Costa-Andévalo
El vicario tiene sede en la Iglesia de Santo Domingo de Guzmán (Lepe). Está formada por los arciprestazgos Andévalo y Costa:
- Arciprestazgo Andévalo (25 parroquias): la parroquia de Santa María de Gracia (El Cerro del Andévalo) es sede del arciprestazgo, estando compuesto por las parroquias:

- - Iglesia de Nuestra Señora de Guadalupe (El Almendro).
  - Iglesia de Nuestra Señora de Gracia (Alosno).
  - Iglesia de Nuestra Señora de la Consolación (Cabezas Rubias).
  - Iglesia de Santa María de Gracia (Calañas).
  - Iglesia de Santa María de Gracia (El Cerro de Andévalo).
  - Iglesia de San Juan Evangelista (Cueva de la Mora - Almonaster).
  - Iglesia de Santa Catalina (El Granado).
  - Iglesia de Santa Bárbara (Mina de Las Herrerías - Puebla de Guzmán).
  - Iglesia de Santa Bárbara (Mina La Isabel - El Almendro).
  - Iglesia de San Benito (Montes de San Benito - El Cerro).
  - Iglesia-Castillo de Santa María Magdalena (Paymogo).
  - Iglesia de la Santa Cruz (Puebla de Guzmán).
  - Iglesia de San Bartolomé (San Bartolomé de la Torre).
  - Iglesia de Nuestra Señora de la Piedad (Santa Bárbara de Casa).
  - Iglesia de San Silvestre (San Silvestre de Guzmán).
  - Iglesia de San Telmo (Mina de San Telmo - Cortegana).
  - Iglesia de Nuestra Señora de las Flores (Sanlúcar de Guadiana).
  - Iglesia del Sagrado Corazón de Jesús (Silos - Calañas).
  - Iglesia de Nuestra Señora de la Coronada (Sotiel Coronada) Calañas.
  - Iglesia de Nuestra Señora de la Asunción (Tariquejo - Villanueva de los Castillejos).
  - Iglesia de Santa Bárbara (Tharsis - Alosno).
  - Iglesia de Nuestra Señora del Carmen (Valdelamusa - Cortegana).
  - Iglesia de la Purísima Concepción (Villanueva de los Castillejos).
  - Iglesia de Santa María de la Cruz (Villanueva de las Cruces).
  - Iglesia del Buen Pastor (La Zarza-Perrunal).

- Arciprestazgo Costa (23 parroquias): la parroquia de Nuestra Señora del Carmen (Punta Umbría) es sede del arciprestazgo, estando compuesto por las parroquias:

- - Iglesia de Nuestra Señora de los Remedios (Aljaraque)
  - Iglesia de Nuestra Señora del Carmen (La Antilla - Lepe).
  - Iglesia de Santa Ángela de la Cruz (Ayamonte).
  - Iglesia de San Vicente de Paúl (Ayamonte).
  - Iglesia de Nuestra Señora de las Angustias (Ayamonte).
  - Iglesia de El Salvador (Ayamonte).
  - Iglesia de Nuestra Señora de Bellavista (Aljaraque).
  - Iglesia de San Francisco (Ayamonte).
  - Iglesia de Nuestra Señora de la Merced (Cartaya).
  - Iglesia de San Pedro (Cartaya).
  - Iglesia de Nuestra Señora Reina del Mundo (Corrales - Aljaraque).
  - Iglesia de Nuestra Señora del Carmen (Isla Canela - Ayamonte).
  - Iglesia de Nuestra Señora de los Dolores (Isla Cristina).
  - Iglesia del Padre Jesús del Gran Poder (Isla Cristina).
  - Iglesia de Nuestra Señora del Mar (Isla Cristina).
  - Iglesia de Santo Domingo de Guzmán (Lepe).
  - Iglesia de Nuestra Señora de la Piedad (Lepe).
  - Iglesia de Santa María de la Laguna (El Portil).
  - Iglesia de la Merced (Ayamonte).
  - Iglesia de San Antonio de Padua (Ayamonte)
  - Iglesia de Nuestra Señora del Carmen (Punta Umbría).
  - Iglesia de Santa María del Mar (Punta Umbría).
  - Iglesia de Nuestra Señora de los Doce Apóstoles (La Redondela - Isla Cristina).
  - Iglesia de Nuestra Señora del Carmen (El Rompido - Cartaya).
  - Iglesia de San Sebastián (Villablanca).

### Vicaría episcopal Sierra-Minas
El vicario tiene sede en la Iglesia de Nuestra Señora de la Asunción (Aroche). Está formada por los  arciprestazgos de la Sierra y Minas:
- Arciprestazgo Minas (20 parroquias): La Parroquia de San Juan Bautista (Berrocal) es sede del arciprestazgo, estando compuesto por las parroquias:

- - Iglesia de San Juan Bautista (Berrocal).
  - Iglesia de Santa María de Jesús (El Buitrón - Zalamea la Real).
  - Iglesia de Santa María de Jesús (El Campillo).
  - Iglesia de San Miguel Arcángel (Campofrío).
  - Iglesia de la Inmaculada Concepción (Mina Concepción- Almonaster la Real).
  - Iglesia de San Antonio (La Dehesa de Riotinto - Minas de Riotinto).
  - Iglesia de Nuestra Señora de los Dolores (Las Delgadas - Zalamea la Real).
  - Iglesia de la Virgen de la Granada (La Granada de Riotinto).
  - Iglesia de San Pedro (Marigenta-Membrillo - Zalamea la Real).
  - Iglesia de Santa Bárbara (Minas de Riotinto).
  - Iglesia de San Jorge (La Nava).
  - Iglesia de San Antonio de Padua (Nerva).
  - Iglesia de San Bartolomé (Nerva).
  - Iglesia de Nuestra Señora del Rosario (El Patrás - Almonaster).
  - Iglesia de San Ignacio de Loyola (El Pozuelo - Zalamea la Real)
  - Iglesia de María Auxiliadora (Valverde del Camino).
  - Iglesia de Nuestra Señora del Reposo (Valverde del Camino)
  - Iglesia de San José Obrero (Valverde del Camino).
  - Iglesia de San Juan Bosco (Valverde del Camino).
  - Iglesia de Nuestra Señora de la Asunción (Zalamea La Real).
  - Iglesia de Nuestra Señora de la Asunción (El Villar - Zalamea la Real).

- Arciprestazgo Sierra (47 parroquias): La Parroquia de Nuestra Señora de la Asunción (Aroche) es sede del arciprestazgo, estando compuesto por las parroquias:

- - Iglesia de San Martín (Almonaster la Real).
  - Iglesia de Nuestra Señora de la Asunción (Aroche).
  - Iglesia del Inmaculado Corazón de María (Aroche).
  - Iglesia de Santa Marina (Cañaveral de León).
  - Iglesia de Santiago El Mayor (Castaño del Robledo).
  - Iglesia del Sagrado Corazón de Jesús (Las Cefiñas - Aroche).
  - Iglesia de Nuestra Señora del Rosario (La Corte - Cortegana).
  - Iglesia de San Sebastián (Cortegana).
  - Iglesia del Divino Salvador (Cortegana).
  - Iglesia de San Pedro (Cumbres de Enmedio).
  - Iglesia de San Bartolomé (Cumbres de San Bartolomé).
  - Iglesia de San Miguel Arcángel (Cumbres Mayores).
  - Iglesia de San Andrés (Encinasola).
  - Iglesia de San Sebastián (Encinasola).
  - Iglesia de Nuestra Señora del Carmen (Gil Márquez - Almonaster).
  - Iglesia de Nuestra Señora de la Consolación (Hinojales)
  - Iglesia de San Miguel Arcángel (Jabugo).
  - Iglesia del Sagrado Corazón de Jesús (El Mustio -Aroche).
  - Iglesia de Nuestra Señora de Gracia (La Nava).
  - Iglesia de San Juan Bautista (El Repilado - Jabugo)
  - Iglesia de la Santísima Trinidad (Los Romeros - Jabugo.
  - Iglesia de San Isidro Labrador (Rosal de la Frontera).
  - Iglesia de Nuestra Señora de Fátima (Veredas -Almonaster).
  - Iglesia de San Marcos (Alájar).
  - Iglesia Prioral (Aracena).
  - Iglesia de Nuestra Señora de la Asunción (Aracena).
  - Iglesia de Nuestra Señora del Carmen (Aracena)
  - Iglesia de Santiago el Mayor (Arroyomolinos de León).
  - Iglesia de Santa María Magdalena (Cala).
  - Iglesia de San Antonio Abad (Carboneras) Aracena.
  - Iglesia de Nuestra Señora de la Purísima Concepción (Corteconcepción).
  - Iglesia de Nuestra Señora del Rosario (La Corte de Santa Ana -  Santa Ana la Real).
  - Iglesia de Nuestra Señora de los Remedios (Cortelazor)
  - Iglesia de Nuestra Señora de la Esperanza (Corterrangel) Aracena
  - Iglesia del Espíritu Santo (Fuenteheridos)
  - Iglesia de la Inmaculada Concepción (Galaroza).
  - Iglesia de San Sebastián (Higuera de la Sierra).
  - Iglesia de Nuestra Señora del Rosario (Jabuguillo) Aracena.
  - Iglesia de San Juan Bautista (Linares de la Sierra).
  - Iglesia de Nuestra Señora de Gracia (Los Marines).
  - Iglesia de Nuestra Señora del Rosario (Navahermosa - Galaroza).
  - Iglesia de San Pedro y San Pablo (Puerto Moral).
  - Iglesia de Santa Ana (Santa Ana la Real).
  - Iglesia de Nuestra Señora de la Asunción (Santa Olalla del Cala).
  - Iglesia de Nuestra Señora de la Antigua (La Umbría) Aracena.
  - Iglesia de San Pedro (Santa Olalla del Cala).
  - Iglesia del Divino Salvador (Valdelarco).
  - Iglesia de Santa Marina (Valdezufre - Aracena).
  - Iglesia de la Inmaculada Concepción (Zufre).

## Historia
La diócesis fue erigida el 22 de octubre de 1953 con la bula Laetamur vehementer del papa Pío XII, obteniendo el territorio de la archidiócesis de Sevilla.
El 14 de junio de 1954, con la carta apostólica Ut recens el papa Pío XII proclamó a la Santísima Virgen María Inmaculada y al obispo san Leandro como patronos de la diócesis.
El 4 de julio de 1954 se instituyó el cabildo catedralicio con la bula Cum sit proprium del papa Pío XII.
El 2 de julio de 1971, a raíz del decreto Ad satius animarum de la Congregación para los Obispos, el anterior nombre latino de Huelvensis cambió a Onubensis.

## Estadísticas
Según el Anuario Pontificio 2022 la diócesis tenía a fines de 2021 un total de 508 550 fieles bautizados.
| Año                                                                             | Población            | Población | Población      | Sacerdotes | Sacerdotes    | Sacerdotes    | Bautizados por sacerdote | Diáconos permanentes | Religiosos | Religiosos | Parroquias |
| Año                                                                             | Bautizados católicos | Total     | % de católicos | Total      | Clero secular | Clero regular | Bautizados por sacerdote | Diáconos permanentes | Varones    | Mujeres    | Parroquias |
| ------------------------------------------------------------------------------- | -------------------- | --------- | -------------- | ---------- | ------------- | ------------- | ------------------------ | -------------------- | ---------- | ---------- | ---------- |
| 1970                                                                            | 405 660              | 405 680   | 100.0          | 200        | 158           | 42            | 2028                     | 1                    | 62         | 515        | 152        |
| 1980                                                                            | 423 711              | 427 991   | 99.0           | 180        | 138           | 42            | 2353                     |                      | 71         | 429        | 169        |
| 1990                                                                            | 424 644              | 446 994   | 95.0           | 158        | 119           | 39            | 2687                     | 1                    | 65         | 504        | 169        |
| 1999                                                                            | 447 459              | 454 735   | 98.4           | 154        | 123           | 31            | 2905                     | 6                    | 63         | 436        | 170        |
| 2000                                                                            | 445 818              | 453 958   | 98.2           | 152        | 123           | 29            | 2933                     | 7                    | 59         | 427        | 170        |
| 2001                                                                            | 443 782              | 457 507   | 97.0           | 152        | 121           | 31            | 2919                     | 7                    | 60         | 427        | 170        |
| 2002                                                                            | 447 878              | 461 730   | 97.0           | 151        | 121           | 30            | 2966                     | 7                    | 54         | 422        | 170        |
| 2003                                                                            | 450 792              | 464 734   | 97.0           | 148        | 116           | 32            | 3045                     | 8                    | 56         | 398        | 170        |
| 2004                                                                            | 446 337              | 464 934   | 96.0           | 150        | 116           | 34            | 2975                     | 8                    | 61         | 380        | 170        |
| 2006                                                                            | 464 440              | 483 792   | 96.0           | 153        | 117           | 36            | 3035                     | 15                   | 58         | 369        | 170        |
| 2013                                                                            | 491 200              | 522 600   | 94.0           | 150        | 115           | 35            | 3274                     | 17                   | 48         | 269        | 172        |
| 2016                                                                            | 503 000              | 518 000   | 97.1           | 150        | 116           | 34            | 3353                     | 17                   | 42         | 274        | 173        |
| 2019                                                                            | 504 334              | 519 932   | 97.0           | 137        | 113           | 24            | 3681                     | 17                   | 27         | 260        | 173        |
| 2021                                                                            | 508 550              | 524 278   | 97.0           | 130        | 112           | 18            | 3911                     | 16                   | 20         | 239        | 173        |
| Fuente: Catholic-Hierarchy, que a su vez toma los datos del Anuario Pontificio. |                      |           |                |            |               |               |                          |                      |            |            |            |

En el curso 2017-2018 se formaron 19 seminaristas en el Seminario Mayor.

## Episcopologio
- Pedro Cantero Cuadrado † (23 de octubre de 1953-20 de mayo de 1964 nombrado arzobispo de Zaragoza)
- José María García Lahiguera † (7 de julio de 1964-1 de julio de 1969 nombrado arzobispo de Valencia)
- Rafael González Moralejo † (28 de noviembre de 1969-27 de octubre de 1993  retirado)
- Ignacio Noguer Carmona † (27 de octubre de 1993-17 de julio de 2006  retirado)
- José Vilaplana Blasco (17 de julio de 2006-15 de junio de 2020  retirado)
- Santiago Gómez Sierra, desde el 15 de junio de 2020

## Santos de esta diócesis
Entre los santos venerados especialmente en la diócesis se cuentan Walabonso y María, naturales de Niebla, según consta en el Oficio Divino propio de la Iglesia católica, sufrieron martirio en la ciudad de Córdoba en 851 bajo la persecución de los musulmanes. También venera la diócesis las memorias de los beatos Vicente de San José, franciscano, natural de Ayamonte y también considerado mártir por su muerte en 1640 durante las persecuciones a los cristianos en Japón; y Manuel Gómez Contioso, salesiano natural de Moguer martirizado en Málaga durante la guerra civil española.